# Nils Ove Kuorak
Anders Nils Ove Kuorak, född 30 oktober 1994 i Gällivare församling, Norrbottens län, är en umesamisk jojkare.

## Biografi
Nils Ove Kuorak föddes 1994 i Gällivare församling. Han deltog 2024 i Sámi Grand Prix med jojken Njealječalmmat och vann jojkdelen. Under Sámi Grand Prix 2025 medverkande han under mellanakten tillsammans med Jon Henrik Fjällgren och Mikkel Mathis Hætta, där de framförde jojken Faamoen vuelie (Magnus jojk).

## Diskografi

### Singlar
- 2025: Faamoen vulie (Magnus jojk). Framför tillsammans med Jon Henrik Fjällgren och Mikkel Mathis Hætta.[5]